# Optiver
Optiver is een Nederlandse onderneming op het gebied van handel in financiële derivaten zoals opties.

## Geschiedenis
In 1986 werd Optiver opgericht door Johann Kaemingk, Ruud Vlek en Chris Oomen als een market maker in opties. Inmiddels is Optiver een internationaal opererende organisatie met meer dan 1.900 medewerkers, verdeeld over kantoren in Amsterdam, Chicago, Sydney, Austin, Hong Kong, Londen, Shanghai, Singapore, Taipei, Mumbai en New York.

## Omstreden
Optiver handelt voor eigen rekening en risico en probeert te arbitreren tussen kleine prijsverschillen. Vanaf 2009 zou Optiver een samenwerking aangaan met het beursgenoteerde Binck om zo buiten de beurs om als wederpartij op te treden bij particuliere klantenorders van deze bank. Deze plannen waren zeer omstreden.

## Malversaties
In juni 2008 werd Optiver door de Amerikaanse toezichthouder in staat van beschuldiging gesteld wegens ongeoorloofde manipulatie van de olieprijs. Drie medewerkers, onder wie directeuren Bastiaan van Kempen en Randal Meijer, zijn persoonlijk door de autoriteiten in staat van beschuldiging gesteld. Het bedrijf kreeg in april 2012 een boete van 14 miljoen dollar van de Amerikaanse toezichthouder CFTC vanwege deze kwestie.

## Quote-lijst
De oprichters Johann Kaemingk, Ruud Vlek  en Chris Oomen hebben een hele hoge notering in de rijkenlijst van de Quote 500